# ني رونغشن

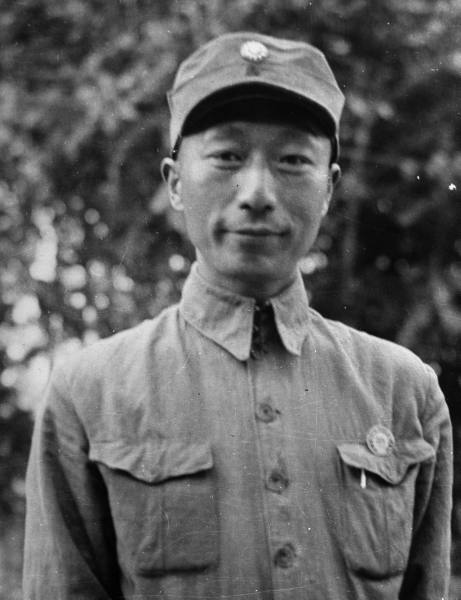
ني رونغتشن في عام 1940

ني رونغشن (في اللغة الصينية: 聂荣臻; نظام بينيين: Niè róngzhēn; مواليد 29 ديسمبر 1899-14 مايو 1992) كان قائدًا عسكريًا شيوعًا صينيًا بارزًا وواحدًا من عشرة ضباط برتبة مشير في جيش التحرير الشعبي الصيني. كان آخر ضابط على قيد الحياة في جيش التحرير الشعبي برتبة مشير.

## سيرة شخصية
وُلد ني رونغشن في مقاطعة جيانجين في سيتشوان (التي أصبحت الآن جزءًا من بلدية تشونغتشينغ)، ولد في عائلة ثرية وفرت له تعليم جيد وثقافة عالمية عالية. في العشرينات من عمره، تقدم ني رونغشن إلى جامعة العمل في شارلروا، بلجيكا، بمنحة من الحزب الاشتراكي، وبالتالي كان قادرًا على دراسة العلوم في شارلروا.

### الميول السياسية
قضى تشوان لاي ليلة في شارلروا والتقى ني رونغشن. وافق ني رونغشن على الانضمام إلى مجموعة الطلاب الصينيين في فرنسا في برنامج عمل ودراسة، حيث درس الهندسة وأصبح تحت رعاية تشوان لاي. انضم إلى الحزب الشيوعي الصيني في عام 1923.
بعد تخرجه من الكلية العسكرية للجيش الأحمر السوفيتي وأكاديمية وامبوا، أمضى ني رونغشن حياته المهنية الأولى كضابط سياسي في الإدارة السياسية في وامبوا، حيث عمل تشوان لاي نائبًا للمدير، وفي الجيش الأحمر الصيني.

### الحرب العالمية الثانية
خلال الحرب الصينية اليابانية الثانية، تم تعيينه في البداية كنائب لقائد الفرقة 115 في جيش الطريق الثامن، برفقة القائد لين بياو، وفي أواخر الثلاثينيات من القرن الماضي، تم تكليفه بقيادة ميدانية بالقرب من معقل يان شيشان في شانشي.

### الحرب الاهلية
في الحرب الأهلية الصينية قاد المنطقة العسكرية لشمال الصين، ومع نائبه شو شيانغ تشيان، هزمت قوته قوات فو زويي في تيانجين بالقرب من بكين في حملة بينغجين جنبًا إلى جنب مع لين بياو ولو رونغهوان. خلال الحرب الكورية، شارك ني في اتخاذ القرارات القيادية رفيعة المستوى، وتخطيط العمليات العسكرية، والمسؤولية المشتركة لتعبئة الحرب. تم تعيين ني مشيرًا لجيش التحرير الشعبي في عام 1955 ثم أدار برنامج الأسلحة النووية الصيني.
أسس مدرسة باي في عام 1947. 

### البرنامج النووي الصيني
بحلول ربيع عام 1969، "كان برنامج الأسلحة النووية الصيني بأكمله تحت سلطة نيه جونغتشن [رونغتشين]، بصفتة رئيس الوزارة السابعة لبناء الآلات." 

### الحياة الشخصية
كان لني ابنة من تشانغ روي هوا (في اللغة الصينية: 张瑞华) في عام 1930، والتي سميت نيي لي. تم سجنها مع والدتها من قبل الكومينتانغ في عام 1934 ولم تر والدها مرة أخرى حتى عام 1945. نيي لي هي ملازم أول بجيش التحرير الشعبي الصيني وأول امرأة تتولى هذه الرتبة. 